# 乔十光
乔十光（1937年1月24日—2022年6月9日），原名乔士光，男，山东馆陶（今属河北）人，中国漆画艺术家，工艺美术教育家。
1961年从中央工艺美术学院壁画专业本科毕业，继续攻读研究生，1964年毕业后留校任教。曾多次在国内以及日本、巴黎举办个人漆画展。